# 陳銑 (弘治進士)
陳銑（1475年—？），字□，福建福州府閩縣民籍，明朝政治人物。

## 生平
弘治十一年（1498年）戊午科福建鄉試第六十五名舉人。弘治十八年（1505年）中式乙丑科會試第二百六十五名，二甲第三十四名進士。官太倉州知州。

## 家族
曾祖陳慶；祖父陳□；父陳□□。嫡母鄭氏；林氏。具慶下。孫陳樂，辛卯舉人，大理寺司務。曾孫陳勳，萬曆辛丑進士，紹興知府。